# Wola Cicha
Wola Cicha (dawn. Wola Głogowska) – część Głogowa Małopolskiego, w Polsce, w województwie podkarpackim, w powiecie rzeszowskim, w gminie Głogów Małopolski.  
Miejscowość włączono do miasta 1 stycznia 2020, wcześniej była to wieś w obszarze wiejskim gminy.
Obręb geodezyjny Wola Cicha ma powierzchnię 147,77 ha.
W latach 1975–1998 miejscowość administracyjnie należała do województwa rzeszowskiego.